# Frysk Ynternasjonaal Kontakt
Het Frysk Ynternasjonaal Kontakt (FYK) is een in Leeuwarden gevestigde culturele jongerenvereniging. Het voornaamste doel van deze vereniging is het organiseren van internationale activiteiten voor Friese jongeren.

## Geschiedenis
Het FYK is de Nederlandse lidorganisatie van de Youth of European Nationalities (YEN), een Europese organisatie die de 
Het FYK is opgericht in 1989. De oprichters hadden als doel deelname van Friezen aan de activiteiten van de Europese organisatie Youth of European Nationalities (YEN) mogelijk te maken. Deze organisatie wil de contacten tussen jonge sprekers van minderheidstalen bevorderen en komt op voor de rechten van deze sprekers. Het FYK is nog steeds lid van de YEN.

## Activiteiten
Het FYK participeert jaarlijks in verscheidene activiteiten waaraan de diverse lidorganisaties van de YEN deelnemen. In de week voor pasen is er altijd het peaskekongres (paascongres) en in de herfst het hjerstkongres (herfstcongres). Daarnaast worden er elk jaar verschillende congressen en educatieve kampen georganiseerd waaraan naast het FYK een klein aantal andere YEN-organisaties deelnemen. Ook organiseert het FYK voor de eigen leden kroegavondjes en culturele uitstapjes in de provincie Friesland.
Het FYK heeft tijdens zijn bestaan verschillende grote projecten georganiseerd, waaronder:
- Simmerbarren 500: een internationale studieweek voor jongeren in 1998, ter gelegenheid van de viering van 500 jaar centraal bestuur in Friesland. Er deden vijfhonderd jongeren uit de hele wereld aan mee.
- Peaskekongressen: het FYK heeft tweemaal de internationale paascongressen van de YEN georganiseerd, namelijk in 1994 en in 2002, beide keren in het dorp Grouw. Aan de congressen deden tussen de honderd en tweehonderd jongeren mee.
- Uteinrock: een groot popfestival in Franeker, waaraan onder andere De Kast meedeed.

## Structuur
Het FYK is een vereniging. Het heeft een bestuur van minimaal vijf leden, die twee jaar aanblijven. Elk jaar tijdens de algemene ledenvergadering treedt de helft van het bestuur af en kiezen de leden nieuwe bestuursleden. Het FYK heeft sinds zijn oprichting een redelijk constant ledenaantal van rond de honderd mensen. Het lidmaatschap is toegestaan aan Friese jongeren die tussen de 15 en 35 jaar oud zijn. Verder heeft het FYK een aantal zogenaamde 'stipers' (donateurs).
Er zijn binnen de vereniging verschillende commissies actief, die zich bezighouden met de organisatie van activiteiten, met ledenwerving en met de publicatie van het ledenblad FYK-ljepper.
Het FYK is tegenwoordig alleen in Nederland actief, maar het heeft in de jaren 90 onder de naam Seelter Wipstäite (SeWi) een afdeling gehad in het Friestalige Saterland in Duitsland.
Naast de vereniging FYK bestaat er een aan de vereniging gelieerde stichting AktiFYKteiten, die het geld van het FYK beheert. Deze stichting heeft een eigen bestuur.

## Financiering
Het FYK heeft dankzij een aantal schenkingen en legaten een eigen vermogen van enkele tienduizenden euro's. De vereniging heeft verder inkomsten van leden en 'stipers' (donateurs). De activiteiten worden mogelijk gemaakt door diverse externe fondsen, waaronder de provincie Friesland, de Europese Unie, de Fryske Rie en de YEN.

## Tijdschrift
Leden en geïnteresseerden worden over de activiteiten van het FYK op de hoogte gehouden door middel van het tijdschrift FYK-ljepper, dat vijfmaal per jaar verschijnt. Het blad is niet in de handel, maar ligt wel in de bibliotheken van Leeuwarden.